# マツキタツヤ
マツキ タツヤ（1991年5月29日 - ）は、日本の漫画原作者。北海道出身。本名は松木 達哉（読み同じ）。

## 経歴
日本大学芸術学部映画学科監督コースを2015年卒業。映画業界で映像の脚本編集制作をしながらオリジナル映画の企画を立てていたが、「原作を持っている原作者が一番強いと感じて」いた。
初めて漫画を描こうと思い、Twitterを開設して予知夢をテーマにした漫画を投稿すると、宇佐崎しろからフォローされた。『週刊少年ジャンプ』（集英社）を立ち読みして原作志望者を対象とした新人漫画賞「ストキンPro」の存在を知り、「猶予2週間、実動1週間」ほどで読切『阿佐ヶ谷芸術高校映像科へようこそ』のネームを描き上げた。そして、本名名義で第2回ストキンProに投稿した『阿佐ヶ谷』は準キングを受賞し、同作の作画担当に宇佐崎を指名した。『阿佐ヶ谷』の完成原稿は『週刊少年ジャンプ』2017年9号に掲載され、高評価を獲得するとともに、マツキと宇佐崎はデビューを果たした。
その後、原作担当として宇佐崎が作画する読切の掲載を目指すも掲載許可が下りない時期が続いた。そこで担当編集者の村越周から「『ジャンプ』に合わせにきてるよね」と指摘され、自らの原点に返る形で『阿佐ヶ谷』の数年後を舞台とした『アクタージュ act-age』の連載企画を提出したところ、同作の連載が決まった。『アクタージュ』は『週刊少年ジャンプ』2018年8号から原作：マツキ、作画：宇佐崎の体制で連載していた。
しかし、2020年8月8日に、強制わいせつの疑いで警視庁に逮捕されたことを受け、『週刊少年ジャンプ』の編集部は10日、翌11日発売の36・37合併号をもって『アクタージュ act-age』の連載打ち切りを発表した。なお、9月16日に当該事案については不起訴となったが、別の強制わいせつの容疑で再逮捕、起訴された。12月23日の東京地裁の判決で懲役1年6ヶ月、執行猶予3年の有罪判決が下された。
好きな作品は『HUNTER×HUNTER』、幸村誠作品。

## 作品
- 『阿佐ヶ谷芸術高校映像科へようこそ』 - デビュー作。読切。作画：宇佐崎しろ。『週刊少年ジャンプ』2017年9号掲載
- 『アクタージュ act-age』 - 連載。作画：宇佐崎しろ。『週刊少年ジャンプ』2018年8号 - 2020年36・37合併号（打ち切り）